# Estienne de La Roche
Estienne de La Roche (Lyon, 1470 – 1530) foi um matemático francês.

## Carreira
Algumas vezes cotado como Estienne de Villefranche, La Roche nasceu em Lyon, mas sua família também possuía propriedades em Villefranche-sur-Saône, onde viveu durante sua juventude. Estudou matemática com Nicolas Chuquet. Tendo em sua posse os manuscritos de Chuquet, é provável que La Roche estivesse em boas relações com Chuquet. Lecionou matemática comercial em Lyon por 25 anos. É considerado na atualidade um professor de aritmética (na época, Mestre de Figuras).
Em 1520 publicou l'Arismetique, considerado na época um excelente manual de álgebra usando uma notação elegante para potências, raízes quadradas e raízes de ordem superior. No entanto, em 1880, Aristide Marre publicou o livro Triparty de Chuquet, que provou que a primeira parte de L'arismetique era essencialmente uma cópia da álgebra de Chuquet. La Roche tentou ensinar matemática de forma significativa, inacessível na época para um público francês e, portanto, não era apenas um plagiador. Ele foi um sucessor gabaritado de vários mestres e especialistas em sua arte, como Luca Pacioli.